# Kim Insuk
Kim Insuk és una escriptora sud-coreana. Nasqué al 1963 i pertany a la generació 386 (escriptors nascuts en la dècada de 1960 que anaren a la universitat en els vuitanta i que compliren trenta anys en els noranta, quan s'encunyà aquest terme). Juntament amb Kyung Sook Shin i Gong Ji-young, és una de les escriptores més importants del grup. Només entrar a la universitat, guanyà el Premi Chosun Ilbo de literatura. Ha guanyat els tres premis de literatura més importants de Corea: el Yi Sang, el Dong-in i el Daesan. Ha publicat més de 30 llibres.
També ha viscut a la Xina durant un temps. En la primavera de 2011 visqué a Dalian amb la seua filla.

## Obra
Kim Insuk escriu sobre l'experiència dels coreans a l'estranger. El seu llibre La llarga carretera (que guanyà el Premi Hankook Ilbo de literatura el mateix any en què es publicà) és l'única obra de ficció coreana sobre aquest tema traduïda a l'anglés. Hi explica el temps que va passar a Austràlia en els noranta.
El 2003 guanya el Premi Yi Sang de literatura per L'oceà i la papallona (Bada-wa nabi) i al 2010 guanya el Premi Dong-in de literatura per Adéu, Helena.
La publicació de la seua darrera obra Com tornar-se boig amb aquesta vida? s'endarrerí a petició pròpia. La història tracta sobre un terratrèmol i tsunami, per la qual cosa pensava que seria inadequat publicar-la just després del terratrèmol i el tsunami que patí Japó.

## Novel·les
- Llinatge (Pitjul 1983)
- Entre l'hivern i la primavera del 79 al 80 ('79-'80 Gyeoul-eseo bom sai 1987)
- Per això t'abrace (Geuraesea neo-reul anneunda 1994)
- La llarga carretera (Meon gil 1995)
- La memòria de les flors (Kkot-ui gieok 1999)
- Com tornar-se boig amb aquesta vida? (Michil el seu issgessni, i salm-i)
- L'oceà i la papallona (Bada-wa nabi)
- L'autobiografia d'aquesta dona (2005)
- Adéu, Helena (Annyeong, ellena 2009)
- Sohyeon (2010)

## Reculls de relats curts
- El tall del ganivet i l'amor (Kallal-gwa sarang 1993)
- Les sabates de cristall (Yuri Gudu 1998)
- Esperant una banda de metall (Brass Band-reul gidarimyeo 2001)